# Evgenija Kanaeva
Evgenija Olegovna Kanaeva (in russo Евгения Олеговна Канаева?; traslitterazione anglosassone Yevgeniya Olegovna Kanayeva; Omsk, 2 aprile 1990) è un'ex ginnasta russa, campionessa di ginnastica ritmica, celebre soprattutto per essere la prima ginnasta ad aver vinto due Olimpiadi.

## Biografia

### 1990-2003: l'infanzia
Evgenija Kanaeva è nata il 2 aprile 1990 a Omsk, in Siberia. Suo padre, Oleg Kanaev, praticava la lotta greco-romana, sport praticato anche da Egor, fratello maggiore di Evgenija Kanaeva, mentre sua madre, Svetlana, era anch'ella una ginnasta di ritmica. Fu, però, sua nonna ad introdurla alla ginnastica ritmica quando aveva sei anni.
Kanaeva venne selezionata per far parte di un gruppo di giovani ginnaste che da Omsk si sarebbero trasferite a Mosca all'età di 12 anni. I suoi esercizi catturarono l'attenzione di Amina Zaripova, incaricata del programma per le giovani promesse, così venne invitata ad allenarsi nella scuola delle riserve olimpiche. Sotto la supervisione della Shtelbaums, Kanaeva si allenò fino al 2003, quando rappresentò la Gazprom all'Aeon Cup in Giappone, assieme ad Alina Kabaeva e Irina Čaščina. Qui, vinse il campionato junior, venendo notata da Irina Viner, allenatrice della squadra nazionale, che la prese nella "Novogorsk", la scuola di ginnastica per i membri della nazionale.

### 2007-2008: l'ascesa e le Olimpiadi di Pechino

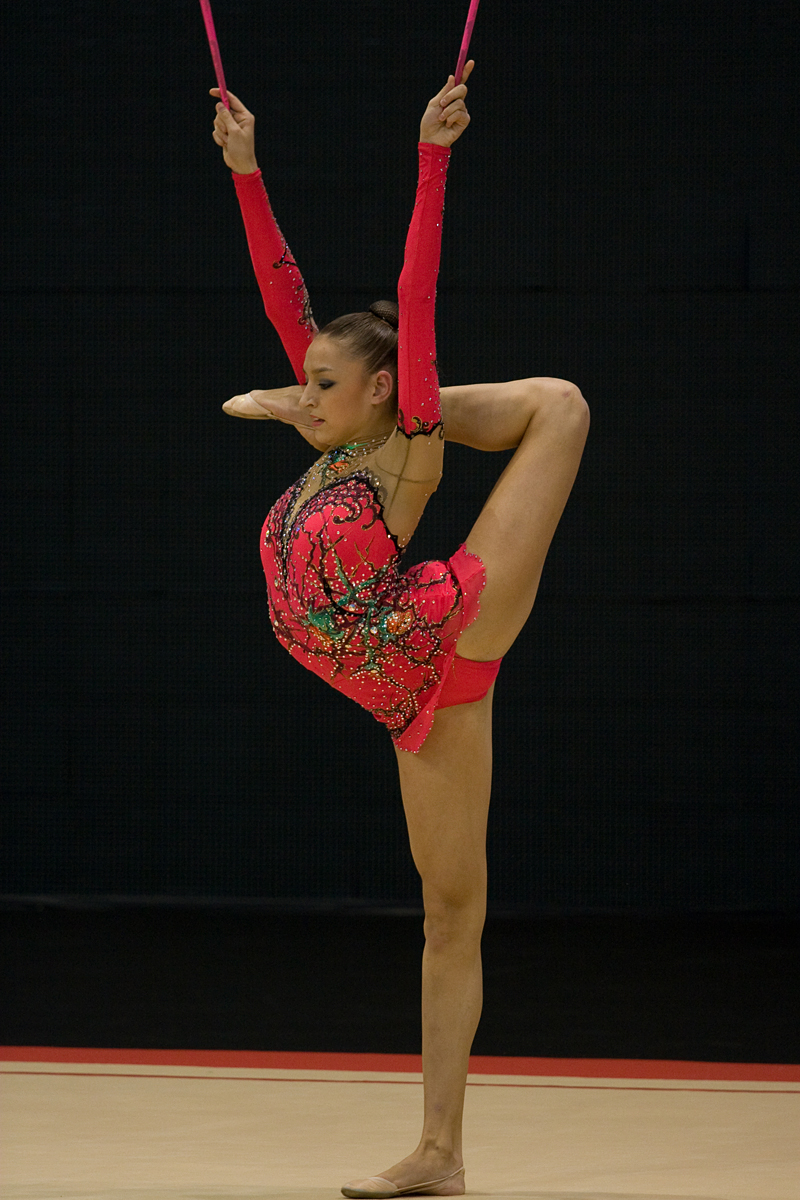
Evgenija Kanaeva nel 2008

Nell'estate del 2007, il team russo, formato da Vera Sesina, Ol'ga Kapranova e Alina Kabaeva, doveva partecipare ai campionati europei di Baku in Azerbaigian, ma a causa di una lesione seria, Kabaeva fu costretta a ritirarsi. L'allenatrice Viner scelse così Evgenija Kanaeva come rimpiazzo, affidandole il nastro. Kanaeva vinse la medaglia d'oro sia nell'esibizione individuale, sia in quella di squadra. Pochi mesi dopo, conquistò un altro oro nella gara a squadre ai mondiali di Patrasso, in Grecia.
Durante la primavera del 2008, Kanaeva vinse tutti i titoli individuali durante i Gran Prix e le gare mondiali, oltre al campionato nazionale russo. Partecipò ai campionati europei di ginnastica ritmica svoltisi a Torino non più come rimpiazzo, ma come membro regolare della squadra nazionale russa, vincendo il titolo di campionessa europea e venendo così scelta per rappresentare il suo paese alle Olimpiadi di Pechino. Qui, nonostante fosse la più giovane tra le finaliste, vinse la finale olimpica con un punteggio di 75.50, con un distacco di 3.50 punti dalla seconda, la bielorussa Ina Žukava, e lasciando sul terzo gradino la campionessa del mondo, Hanna Bezsonova.

### 2009-2012: i campionati e le Olimpiadi di Londra
Nel 2009, Kanaeva vinse ogni oro all'europeo di Baku, all'Universiade e ai mondiali di Kaohsiung. Ottenne poi sei medaglie d'oro, una per specialità, ai mondiali di settembre a Mie. Qui, batté anche il record del 1992 di Oksana Kostina per il maggior numero di medaglie d'oro vinte in una singola competizione.
Al Grand Prix di Mosca del 2012, Kanaeva arrivò seconda nella competizione all-around, dietro alla compagna di squadra Dar'ja Kondakova, ma vinse la medaglia d'oro al nastro, alle clavette e al cerchio. Arrivò, successivamente, prima nelle gare all-around all'International Thiais Tournament e ai mondiali stagionali di Pesaro, dove vinse le finali alle clavette, alla palla e al cerchio. Non partecipò, però, alla Penza World Cup a causa di problemi di salute. Riprese a gareggiare alla Sofia World Cup, vincendo l'oro alle finali con la palla e il cerchio, non riuscendo però a classificarsi per le finali con il nastro. Fu anche campionessa nell'all-around alla Corbeil-Essonnes Cup, davanti alle compatriote russe Dar'ja Dmitrieva e Aleksandra Merkulova. Agli europei, Kanaeva vinse il terzo titolo consecutivo nell'all-around e partecipò poi al Grand Prix Vorarlberg in Austria, ottenendo la medaglia d'oro nell'all-around e in ogni finale per attrezzo.
Nelle qualificazioni per le Olimpiadi, Kanaeva si piazzò seconda durante la prima giornata, risalendo prima il giorno successivo, con un punteggio totale di 116.000 punti. Nelle finali, ottenne più di 29 punti alla palla, al cerchio e alle clavette, mentre al nastro totalizzò 28.900 punti. Con un totale di 116.900 punti, vinse la sua seconda medaglia d'oro olimpica.

### 2012: il ritiro
Dopo le Olimpiadi, Kanaeva smise di allenarsi. Il 4 dicembre, ad una conferenza della Federazione Russa di Ginnastica Ritmica, la ginnasta annunciò il proprio ritiro dal mondo della ritmica, e che sarebbe diventata la vice-presidentessa della Federazione medesima.
L'8 giugno 2013 sposa il giocatore di Hockey su ghiaccio Igor Musatov e ad agosto Irina Viner annuncia che Kanaeva aspetta un bambino. Il 19 marzo 2014 viene alla luce un bambino chiamato Vladimir.

## Palmarès

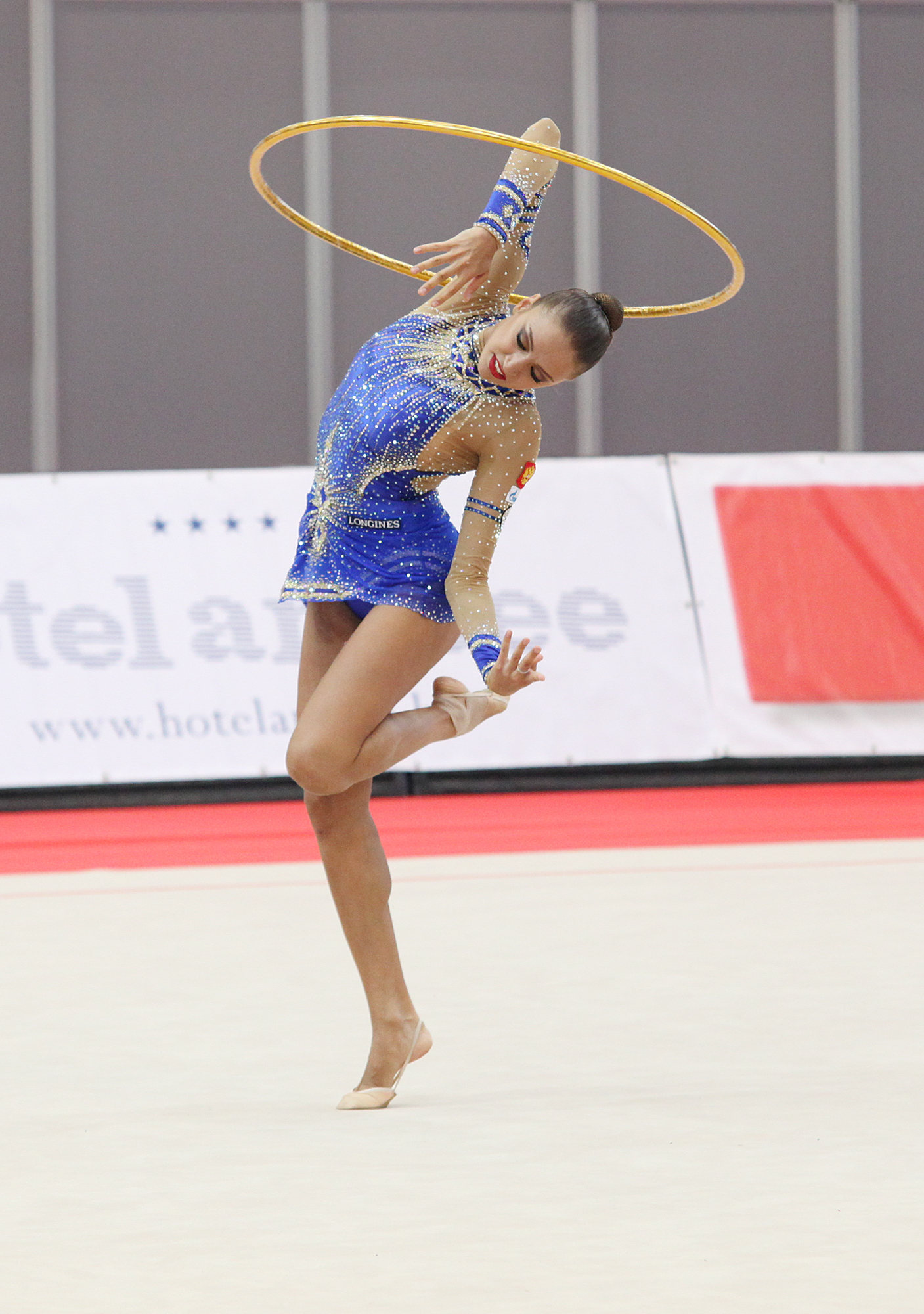
Evgenija Kanaeva al Grand Prix Rhythmic Gymnastics 2012 di Hard (Austria)

- Evgenija Kanaeva al Grand Prix Rhythmic Gymnastics 2012 di Hard (Austria)Giochi olimpici estivi

2008: oro nel concorso individuale.
2012: oro nel concorso individuale.
- Campionati mondiali di ginnastica ritmica

2007 - Patrasso: oro nel concorso a squadre.
2009 - Mie: oro nel concorso individuale, a squadre, alla palla, al cerchio, al nastro e alla fune.
2010 - Mosca: oro nel concorso individuale, a squadre, alla palla e al cerchio, argento alla fune.
2011 - Montpellier: oro nel concorso individuale, a squadre, alla palla e al cerchio, al nastro e alle clavette.
- Campionati europei di ginnastica ritmica

2007 - Baku: oro nel concorso a squadre e al nastro.
2008 - Torino: oro nel concorso individuale.
2009 - Baku: oro nel concorso a squadre, alla palla, al cerchio, al nastro e alla fune.
2010 - Brema: oro nel concorso individuale.
2011 - Minsk: oro nel concorso a squadre, al cerchio, al nastro, argento alla palla.
2012 - Nižnij Novgorod: oro nel concorso individuale.